# O Homem e Seus Símbolos
O Homem e Seus Símbolos, publicado originalmente em inglês sob o título Man and His Symbols (1964), foi o último livro escrito por Carl Jung, publicado três anos após sua morte. O objetivo principal da obra é tornar as ideias do autor mais acessíveis ao leitor comum.
O livro é dividido em cinco capítulos, cada qual escrito por um seguidor de Jung diferente. Os autores são, respectivamente: Carl Jung, Joseph L. Henderson, Marie-Louise von Franz, Aniela Jaffé e Jolande Jacobi. Jung faleceu uma semana após ter concluído a sua parte. Com isso, von Franz ficou encarregada da coordenação e da revisão do livro. É de sua autoria a conclusão ao final.
O assunto abordado pelo livro é a relação do homem com seu inconsciente. O título é O Homem e Seus Símbolos por causa da relação íntima entre os símbolos e o inconsciente. Conforme John Freeman explica na introdução,
a linguagem e as 'pessoas' do inconsciente são os símbolos […]. Assim, um estudo do homem e de seus símbolos é efetivamente, um estudo da relação do homem com o seu inconsciente. E como, segundo Jung, o inconsciente é o grande guia, o amigo e conselheiro do consciente, este livro está diretamente relacionado com o estudo do ser humano e de seus problemas espirituais.
E o principal meio de contato com o inconsciente são os sonhos, os quais são extensivamente abordados.

## Estrutura
- I. Chegando ao insconsciente (Jung)
- II. Os mitos antigos e o homem moderno (Henderson)
- III. O processo de individuação (von Franz)
- IV. O simbolismo nas artes plásticas (Jaffé)
- V. Símbolos em uma análise individual (Jacobi)
- Conclusão (von Franz)